# Salinometer

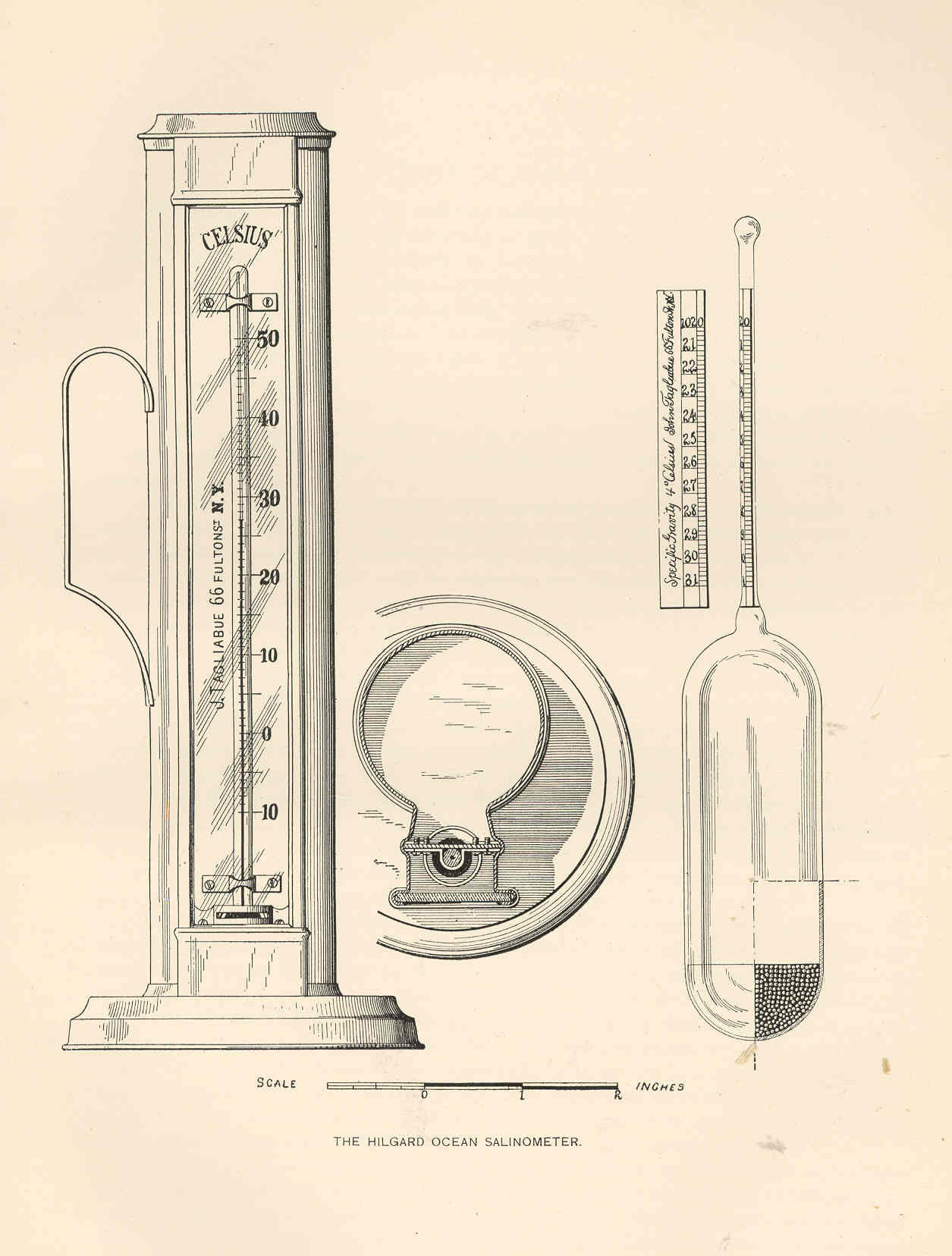
Klassieke meter

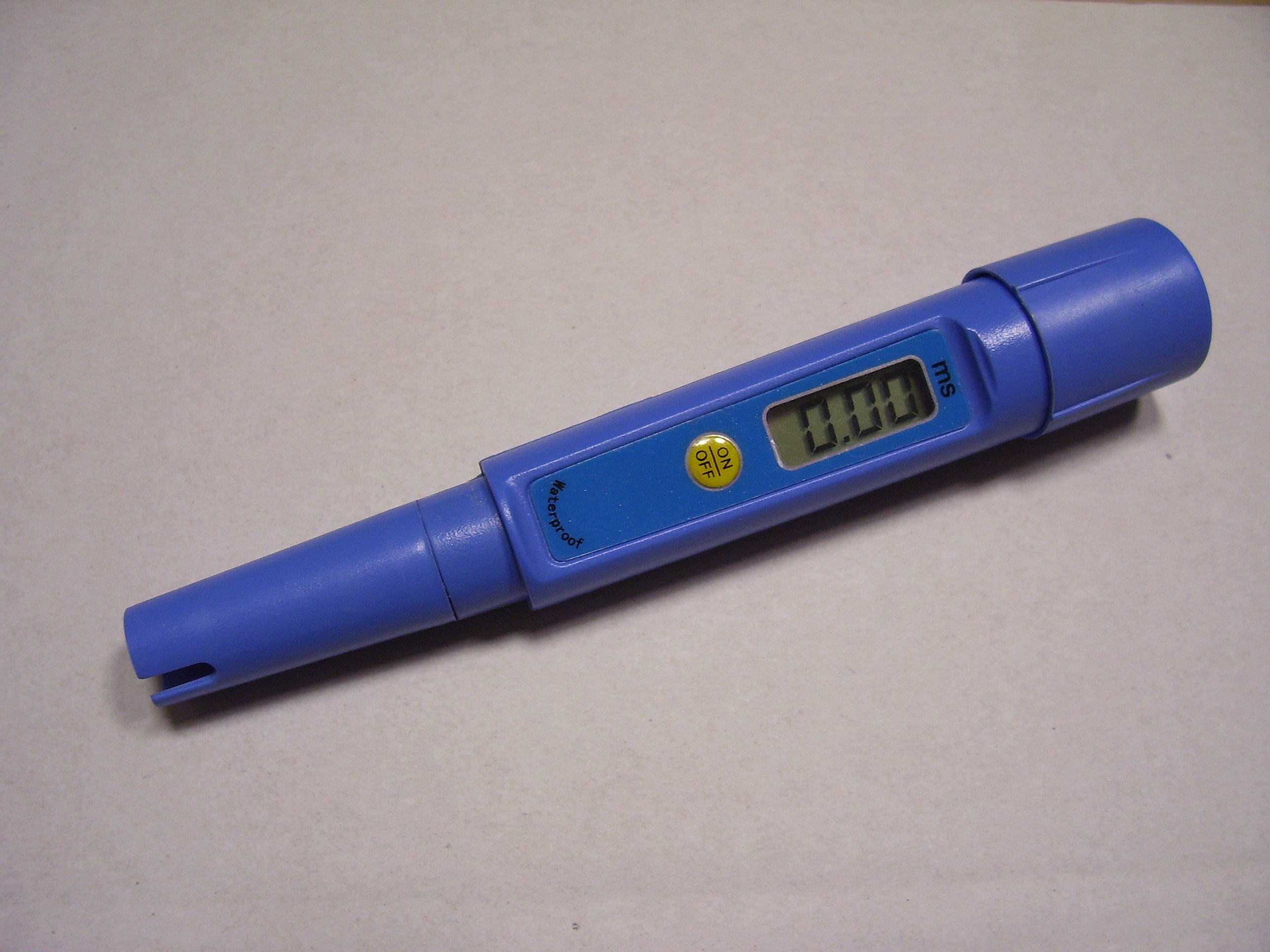
Moderne uitvoering

Een salinometer is een meetinstrument dat de saliniteit (het zoutgehalte) meet van een oplossing. In het Engels worden ze ook wel conductivity meters genoemd, geleidbaarheidsmeters. Dit omdat ze elektriciteit door een bekende massa water laten gaan. Het zoute water geleidt beter dan zuiver water, waaraan het apparaat het zoutgehalte van water kan berekenen. De aanwijzing van dergelijke meters vindt vaak in siemens plaats.
Het wordt onder andere gebruikt bij drinkwaterbereiding, zowel bij vaste installaties als op schepen, zie vacuümdestillatie.